# Montsolís
Monsolís és un petit nucli de Montgat, a la comarca del Maresme.

## Particularitats
Montsolís està situat al nord-est de Montgat, a prop de la carretera que va de Barcelona a el Masnou per la costa. Aquest nucli es troba darrere el turó costaner on hi ha el túnel de Montgat, el primer túnel ferroviari de la península Ibèrica.
Hi ha una antiga estació de rodalíes a la vora del litoral, l'estació de Montsolís. RENFE va canviar-li el nom a l'estació de Montsolís de la línia de la costa, i ara es diu Montgat Nord.
De petit nucli molt pintoresc de cases burgeses d'estiueig amb barraques i barques a prop de la platja, Montsolís ha passat a ser un lloc de primera residència.

## Llocs d'interès
- Torre de ca n'Alzina